# Фурка-Оберальп-бан

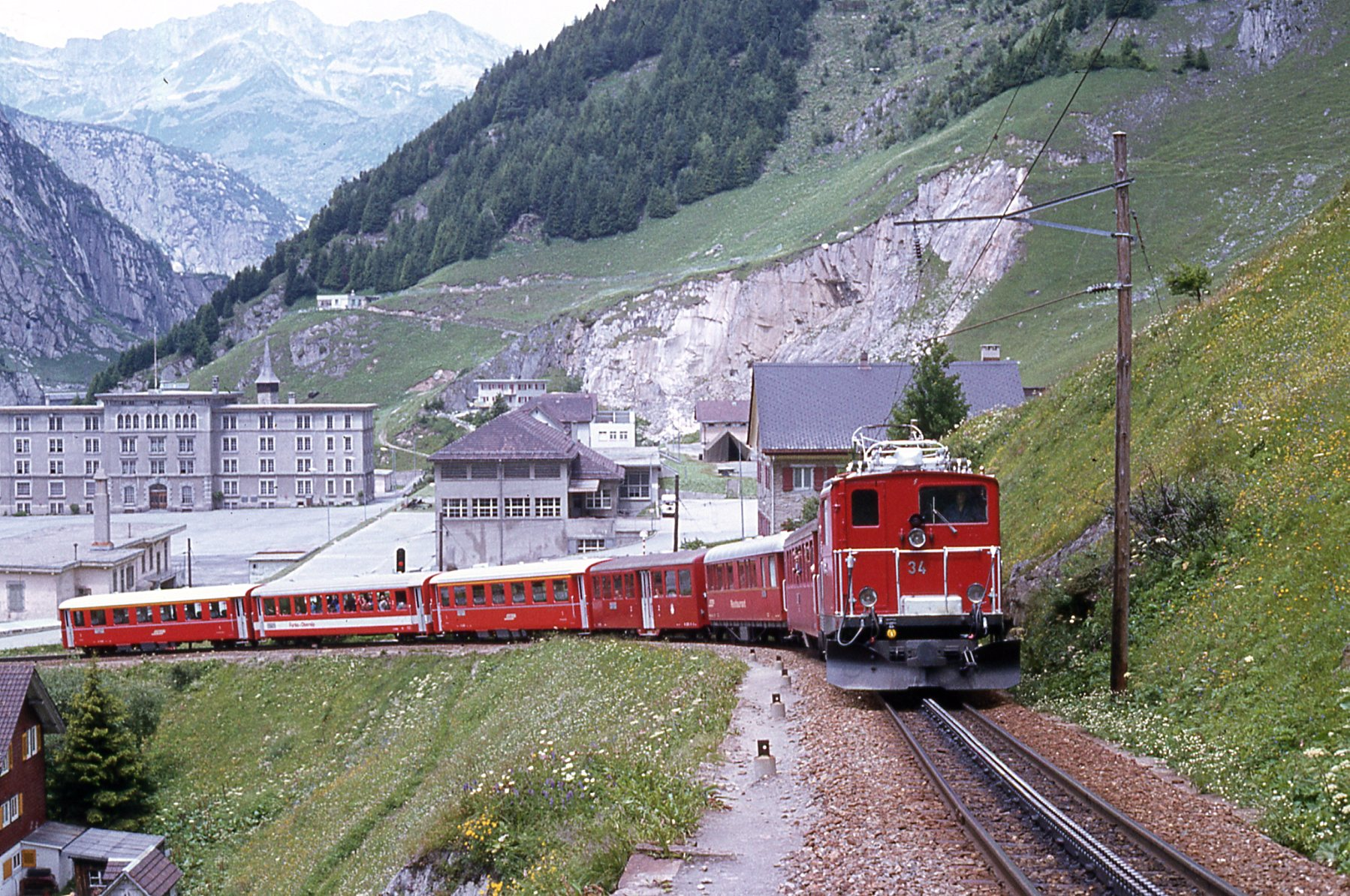
Поїзд залишає Андерматт у напрямку перевалу Оберальп

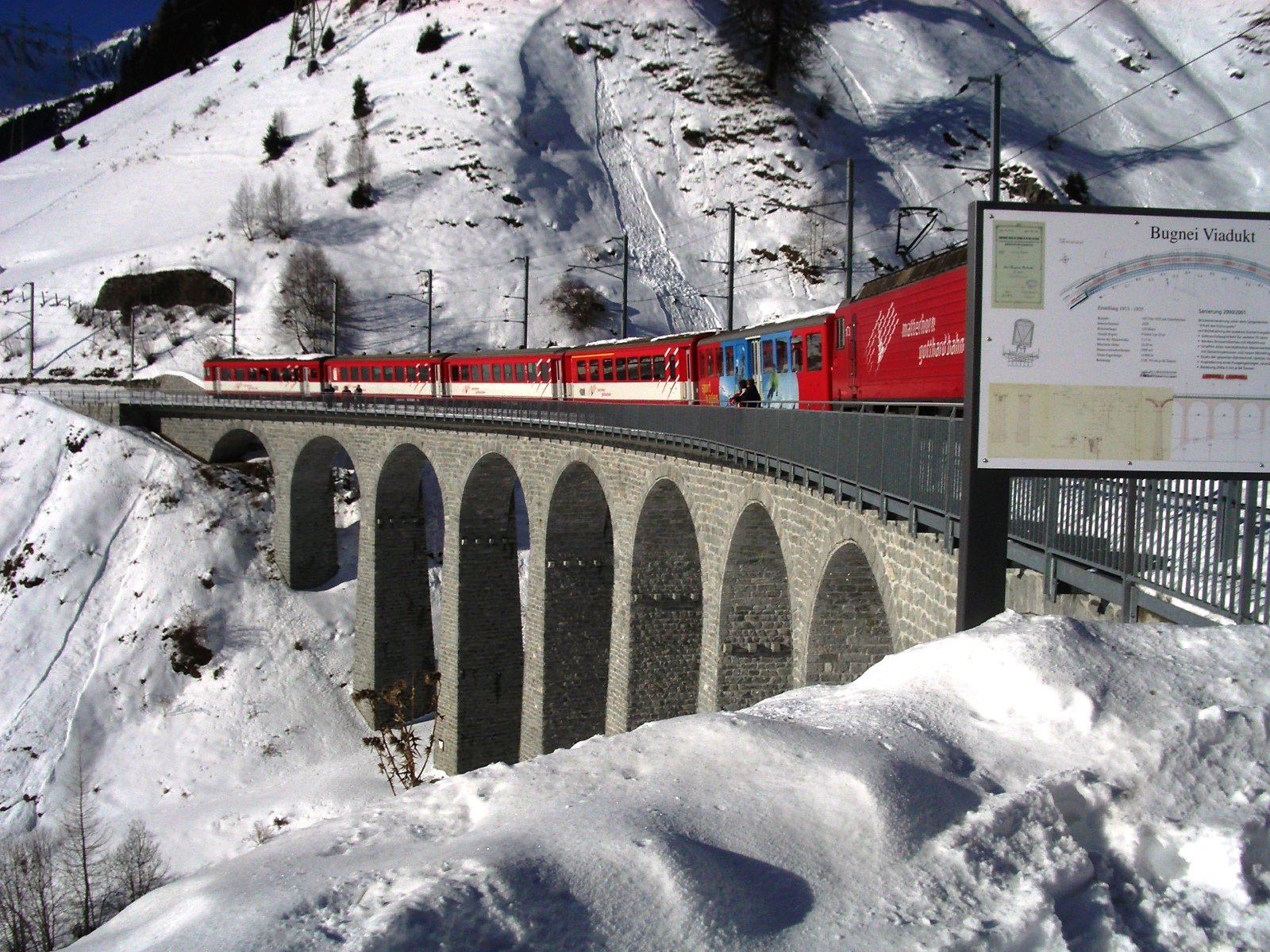
Віадук Бугнай біля Седрена

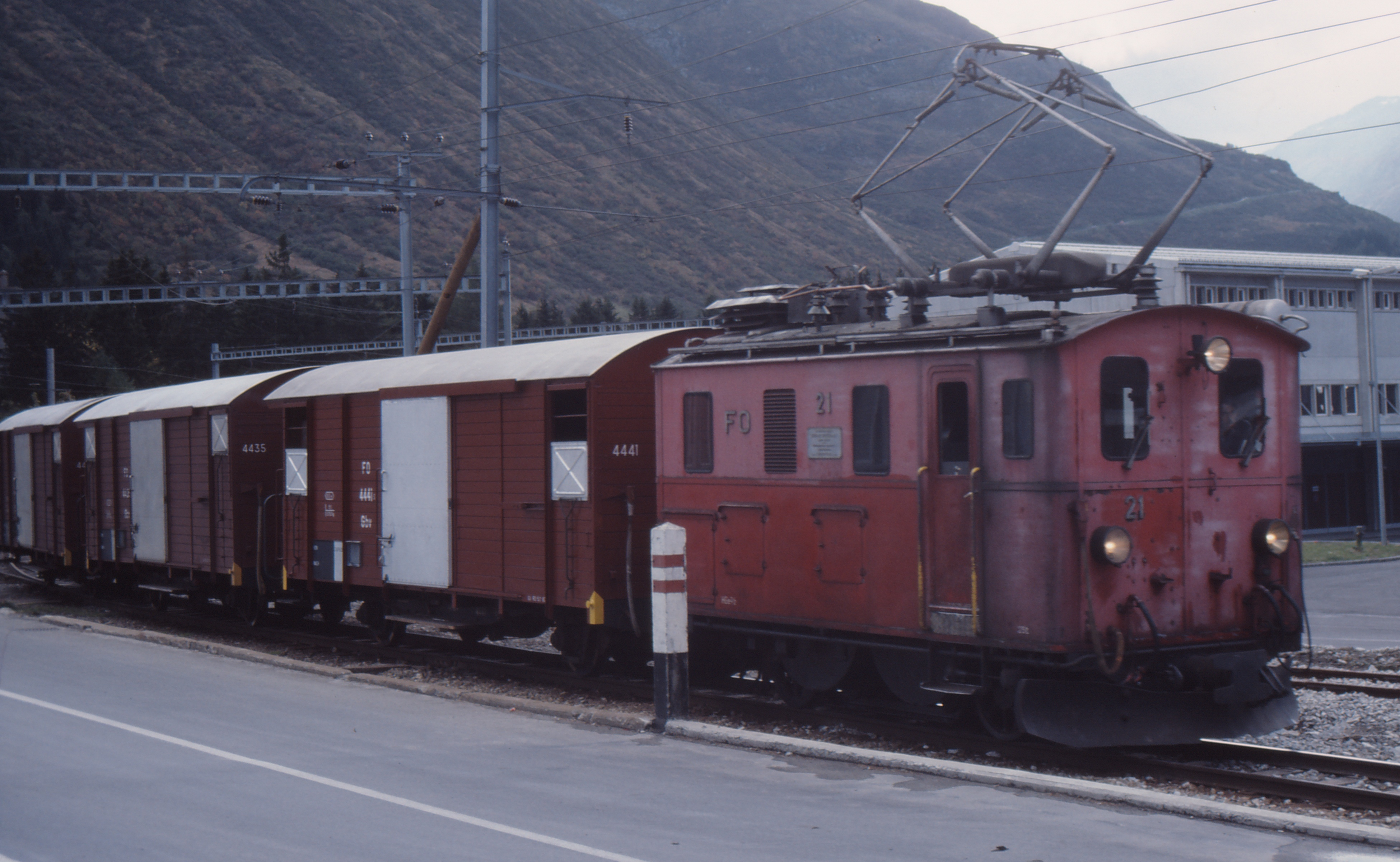
Вантажний поїзд SCHB в Андерматт, 1983

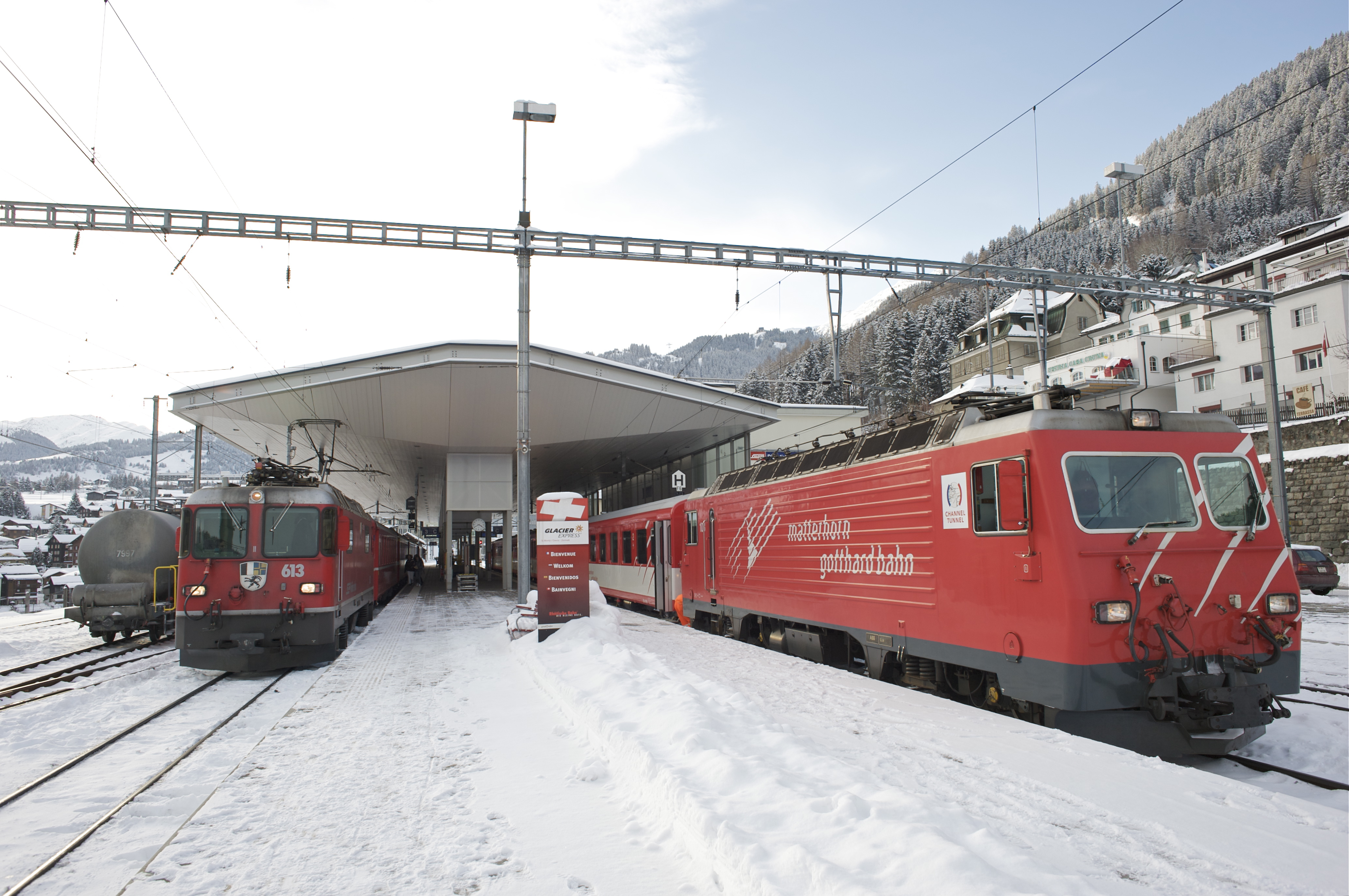
Потяги RhB й MGB у Дісентіс

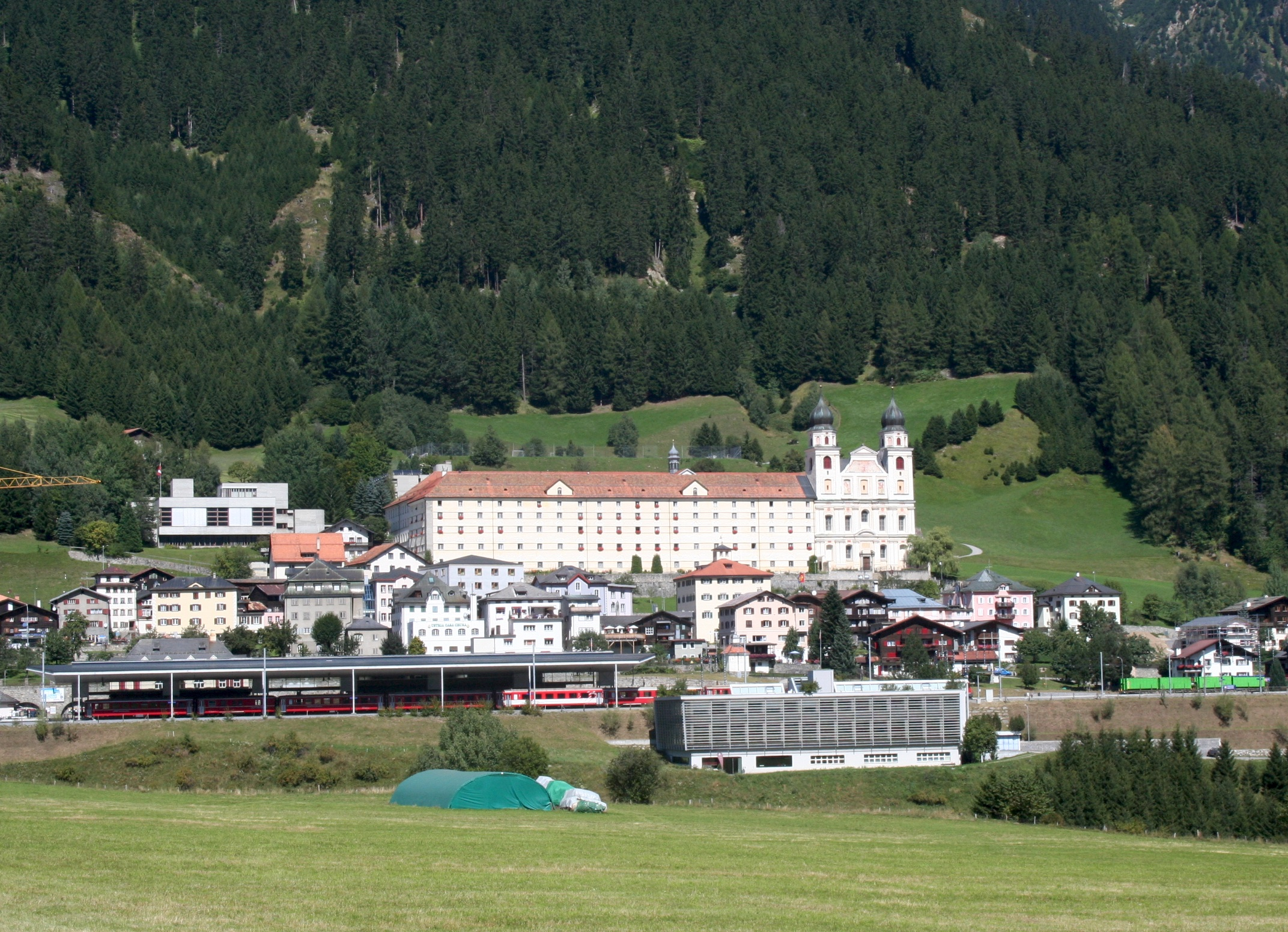
Станція Дісентіс

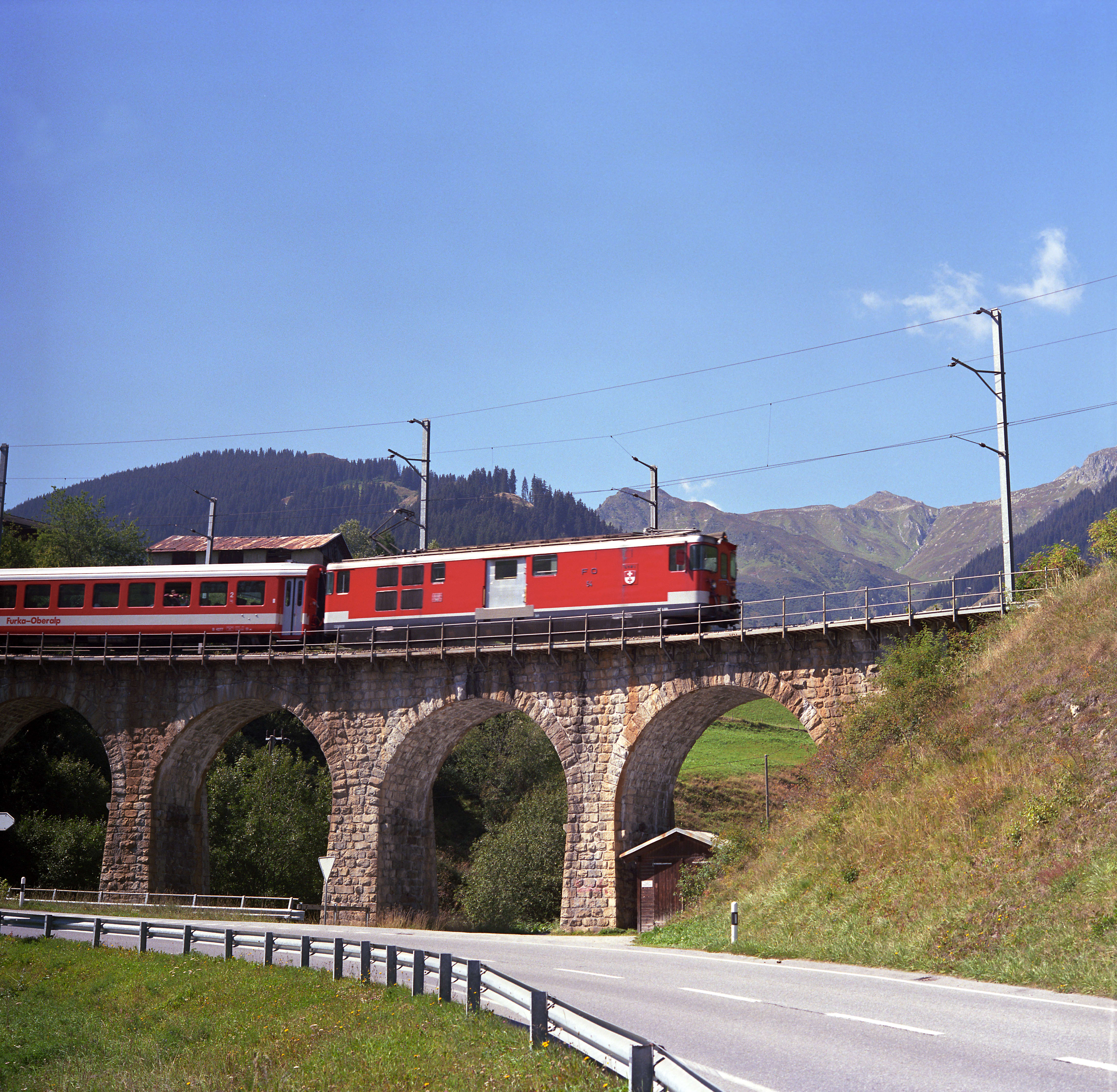
Потяг на віадук Зегнас

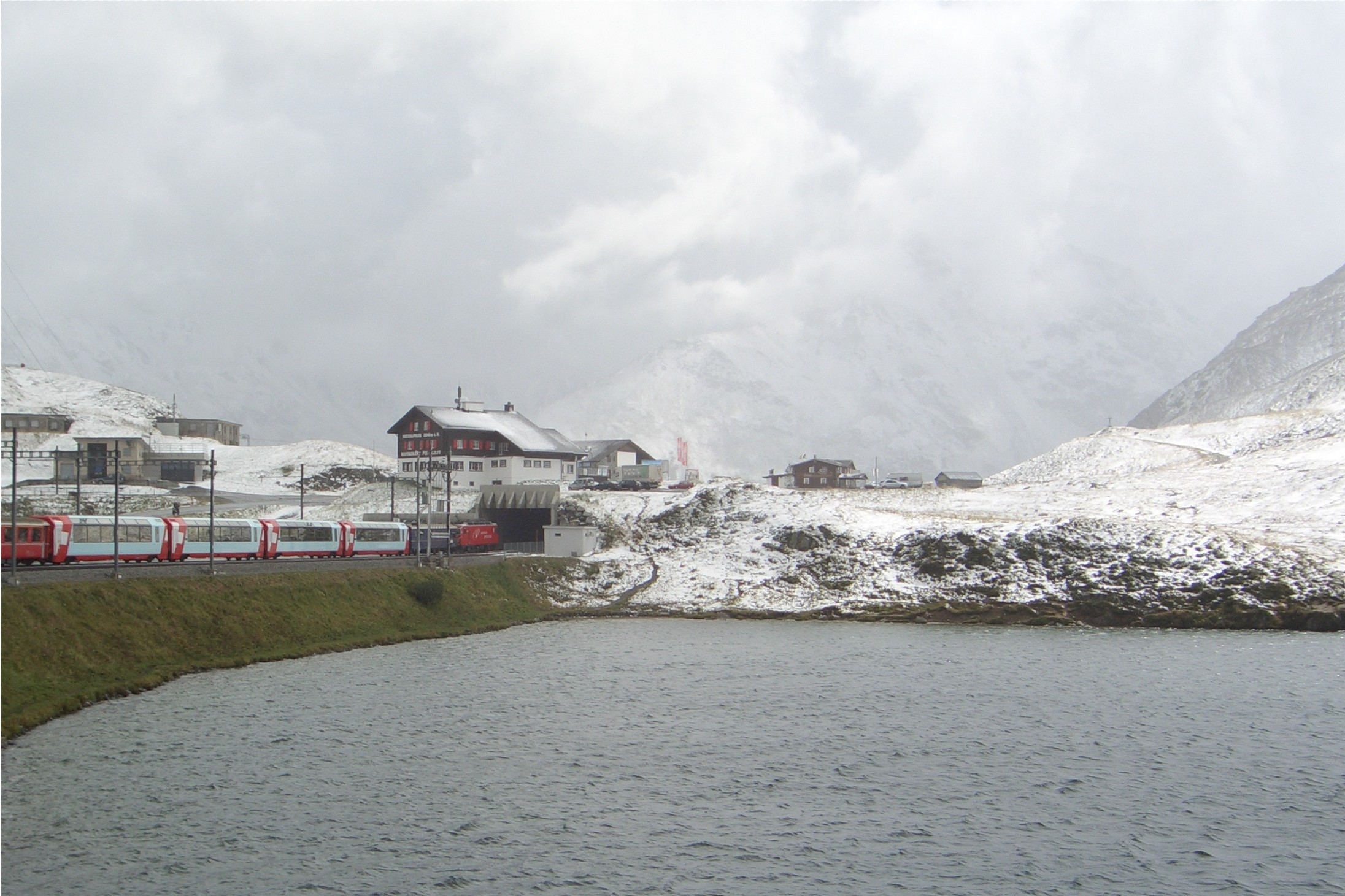
Станція Оберальп

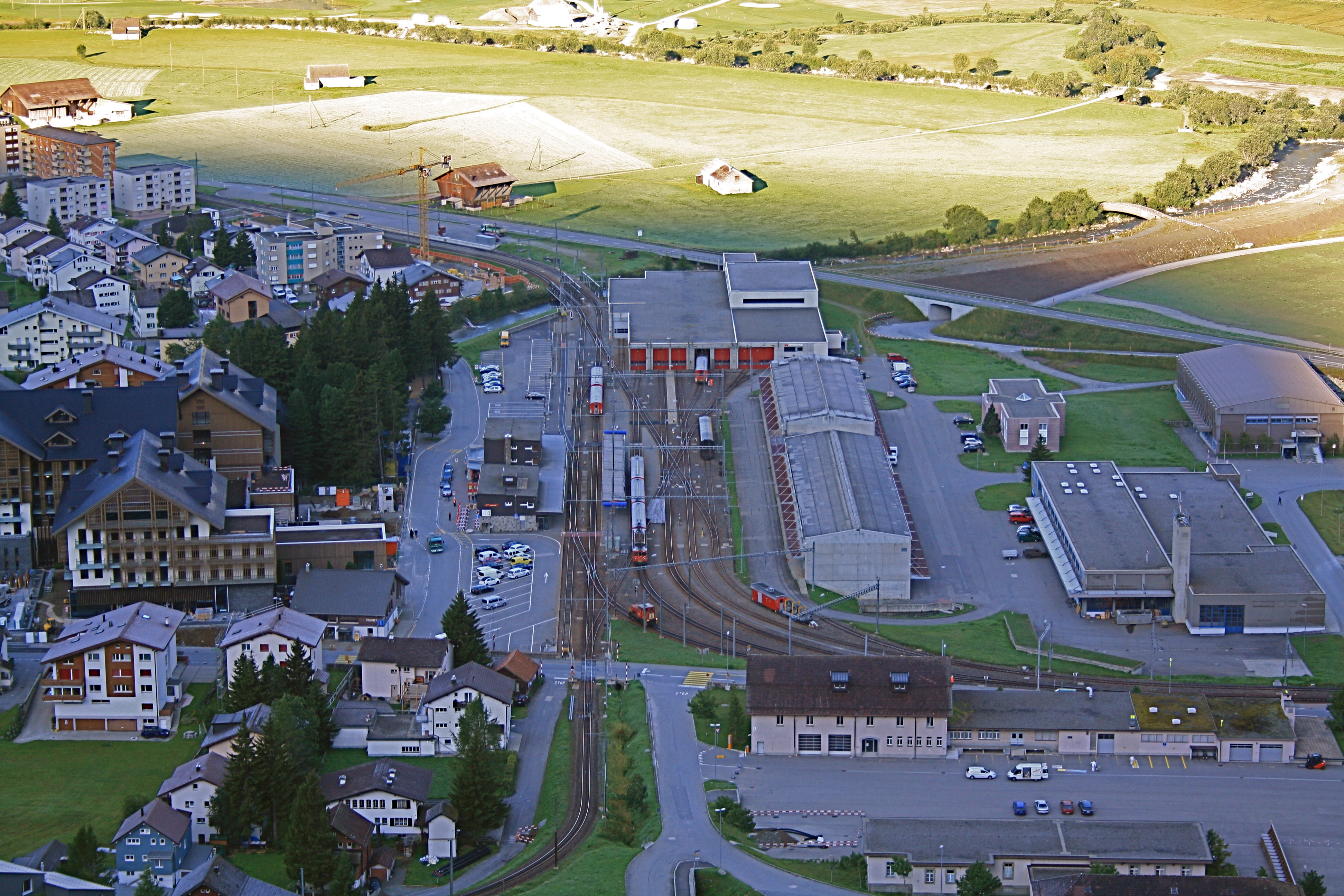
Станція Андерматт з боку Оберальп. Праворуч гілка на Гешенен, ліоруч — на перевал Фурка

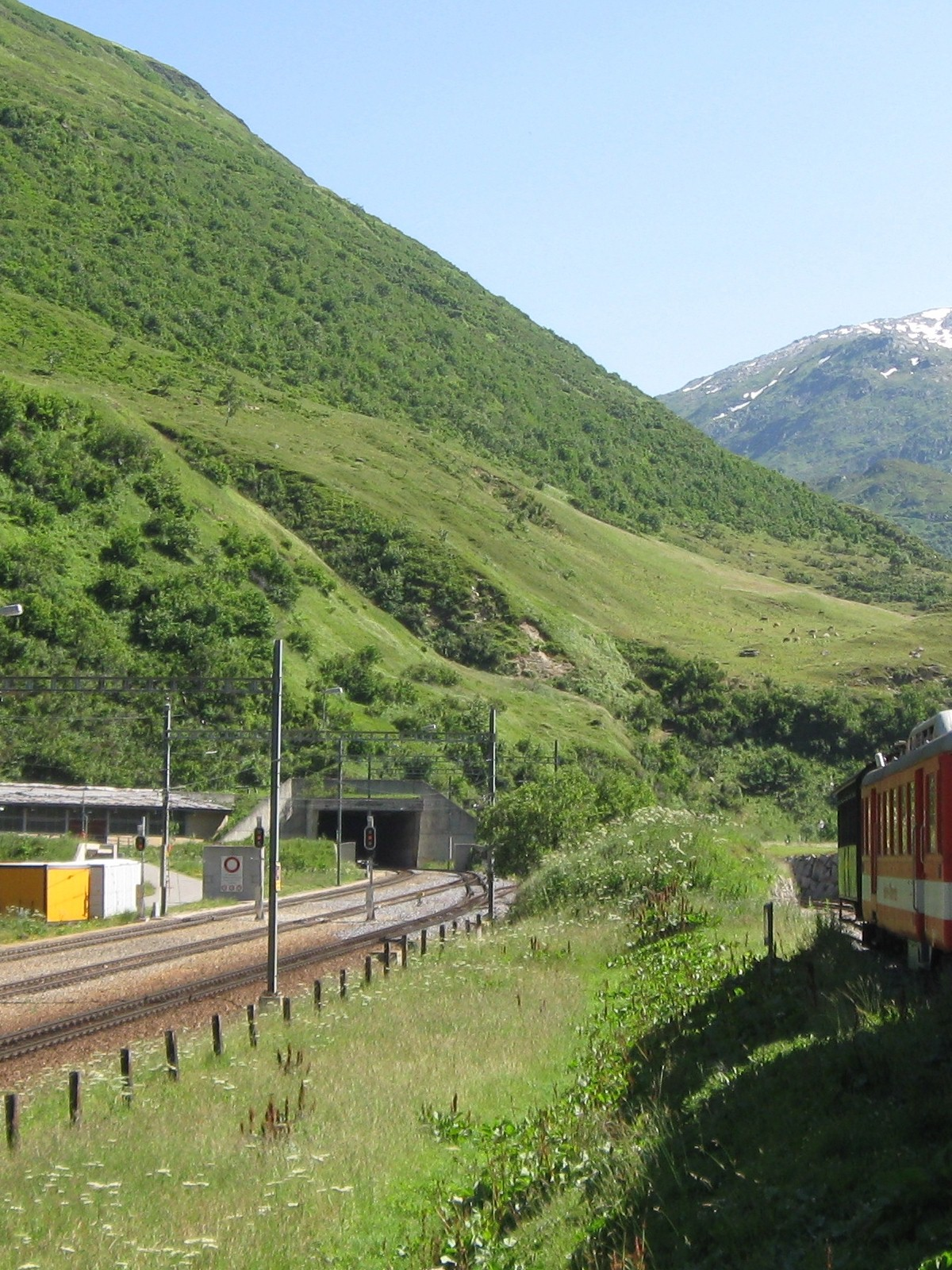
Портал у Реальпі

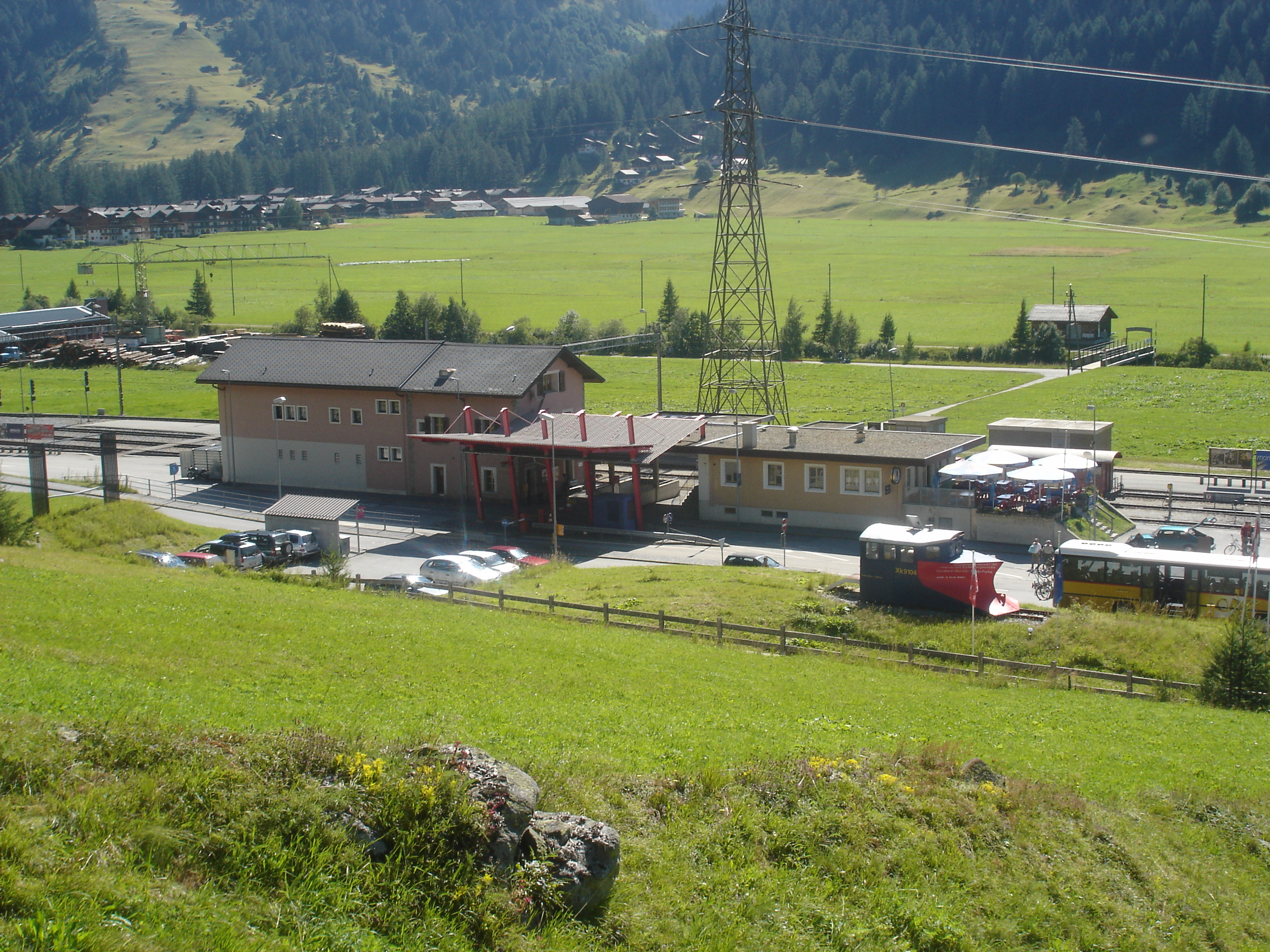
Станція Обервальд

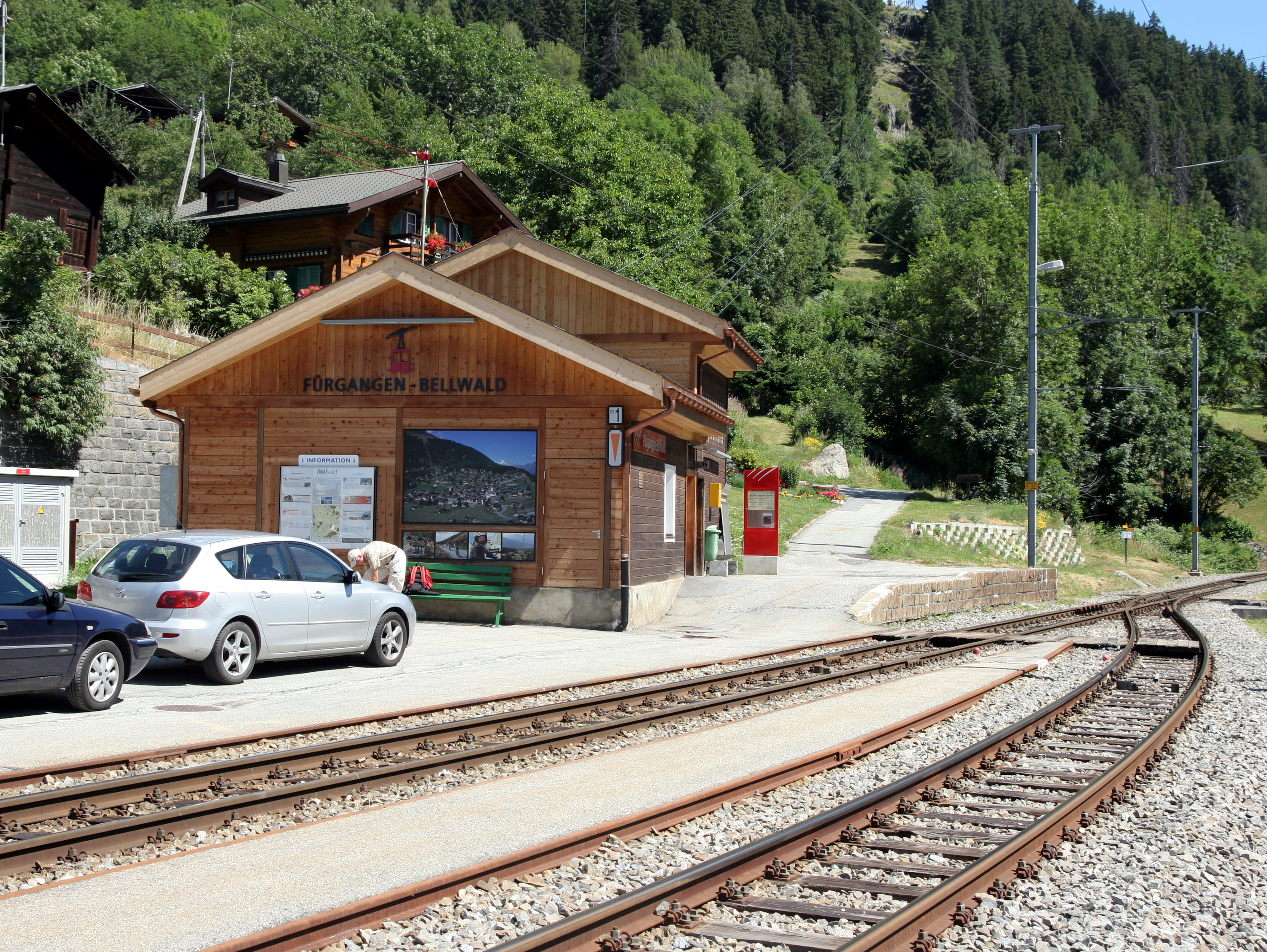
Станція Фюрганген-Белльвальд і нижня станція канатної дороги

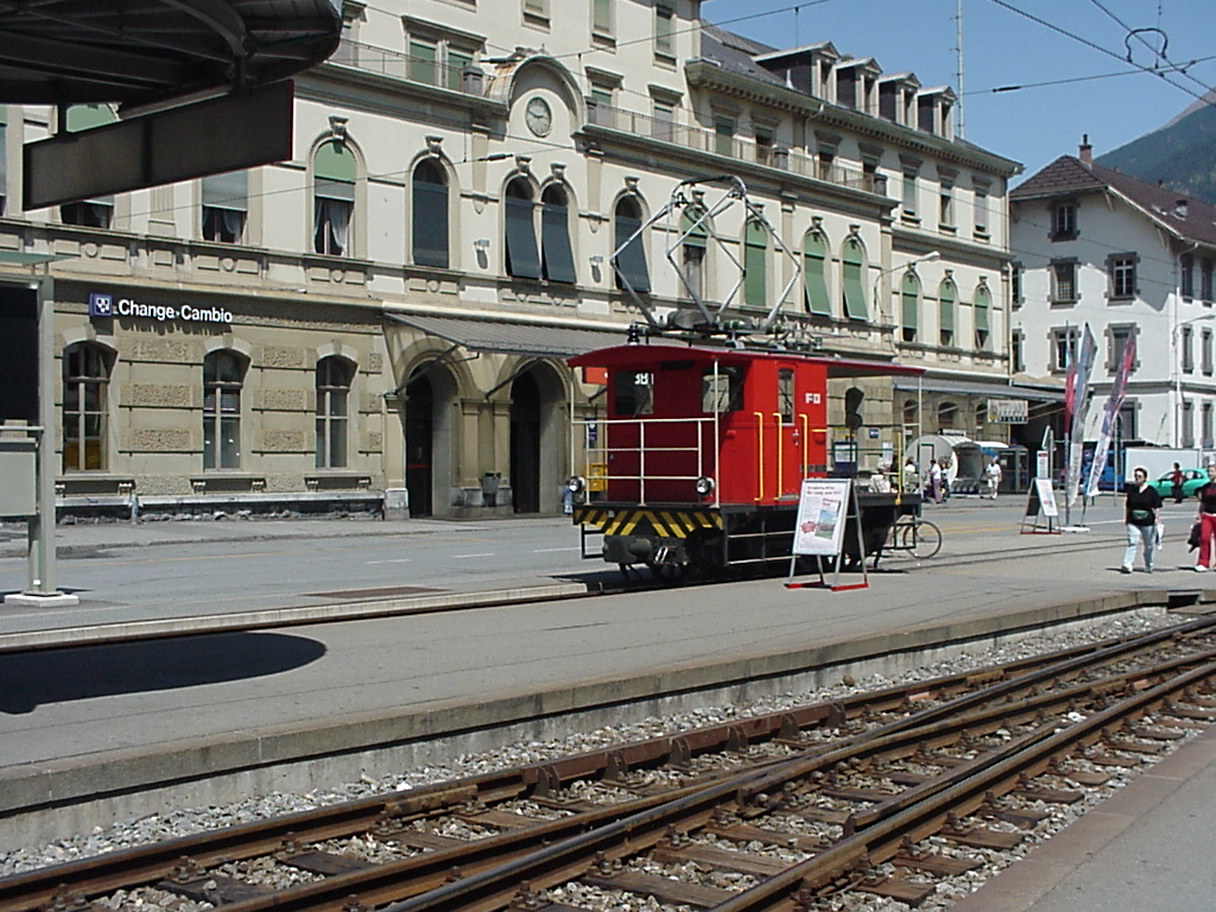
Вид з платформи станції Бриг MGB на вхід у вокзал Бриг SBB

46°40′54″ пн. ш. 8°47′41″ сх. д. / 46.68157° пн. ш. 8.794731° сх. д.
Фурка-Оберальп-бан (нім. Furka-Oberalp-Bahn) — вузькоколійна гірська залізниця у Швейцарії з шириною колії 1000 мм . Прямує кантонами Граубюнден, Урі та Вале. З 1 січня 2003 р. є року частиною Матергорн-Готтард-бан, після об'єднання із залізницею Бриг-Церматт-бан (BVZ).
Лінія починається у Дісентіс, кантон Граубюнден, де має гейт з Ретійською залізницею (RhB). Потім вона прямує через перевал Оберальп до Андерматту, кантон Урі. Базисним тунелем Фурка досягає району Гомс і Бриг у кантоні Вале. У Бриг, з'єднується з лінії на Церматт з 1930 року.
Перша половина лінії була побудована французькою компанією Бриг-Фурка-Дісентіс-бан (BFD) у 1914 році. Потяги могли прямувати від Брига до Глетча. Друга частина будівництва за перевали Фурка і Оберальп було в самому розпалі, коли через Першу Світову війну Франція призупинила всі роботи у 1915 році. Компанія остаточно збанкрутувала у 1923 році. Два роки по тому у залізниці з'явився новий власник — Фурка-Оберальп-бан (FO), заснований кантонами і сусідніми залізничними компаніями. Будівельні роботи відновилися, тепер за підтримки федеральними коштами, і 4 липня 1926 регулярний рух між Бриг і Дісентіс було відкрито.
У 1930 BVZ продовжило колії до Брига, що призвело до введення в експлуатацію Льодовикового експреса. Криза і війна обмежили кількість туристів. Проте лінія FO вважалася стратегічною. Тому були виділені кошти на електрифікацію лінії і придбані необхідні електровози. У той же час на дистанції Андерматт-Дізентіс лінія була захищена від лавин, щоб дозволяло працювати взимку.

## Шеллененбан
Schöllenenbahn (SCHB) було відкрито у 1917 року від Гешенену до Андерматт. Вона мала станцію, що забезпечує сполучення з Готтардбаном швейцарських Федеральних залізниць . SchB спочатку була електрифікована 1200 В постійного струму. У 1941 році, коли почалася електрифікація FO, живлення SCHB було змінено на 11000 В змінного струму. У 1961 році він був об'єднаний із залізницею Фурко-Оберальп-бан.

## Зубчаста залізниця Фурка
Між Реальп і Обервальд сходить багато лавин. Дистанцію через перевал Фурка доводилося закривати взимку. Гірська залізниця була закрита взимку 1981 року і була замінена тунелем (завдовжки 15,381 км) у 1982 році. Verein Furka-Bergstrecke і парова зубчаста залізниця Фурка запустили історичну залізницю з паровозами по старому маршруту.

## Маршрут

### Дісентіс-Оберальп-Андерматт
Лінія починається на станції Дісентіс/Мустер, яку ділить з лінією до Райхенау-Тамінс Ретійської залізниці (RhB). Кожен день декілька потягів Льодовикового експресу проходять через Дісентіс в кожному напрямку. Також від станції відходять регіональні поїзди обох залізниць, MGB — в Андерматт, RhB — у Ландкварт і Скуоль-Тарасп. Станція на середину 2010-х має три платформи.
Від Дісентіс лінія прямує зубчастою дільницею на захід лівим берегом Рейну через станцію Акла да Фонтауна до станції Зегнас, перед якою перша зубчаста дільниця закінчується. Далі через станцію Момпé Туеч, роз'їзд Чеппа, від якого у 1996—2014 роках відходила гілка ATG до будівельного майданчика базисного тунелю Готтард, і станцію Бугнай приходить лінія у Седрен. Зі станції Седрен в Андермат прямують човникові потяги для перевезення автомобілів через перевал Оберальп, автострада через перевал закривається взимку між кінцем жовтня і початком грудня (в залежності від снігопаду) до кінця квітня, а іноді і середини травня.
Від Седрена через станцію Руерас лінія приходить на станцію Дьєні, де починається друга зубчаста дільниця, що прямує через віадук Валь Джуф, станцію Чамут-Зельфа і декілька галерей і тунелів, станцій до перевалі Оберальп. Це найдовша зубчаста дільниця на залізниці — 6488 метрів, на якій поїзда піднімаються з висоти 1452 до 2033 метрів над рівнем моря. Максимальний нахил — 110 ‰.
Залізнична станція Оберальппасс знаходиться трохи нижче гірськолижного району Оберальп, на східному березі озера Оберальпзі (2026 м над рівнем моря). Станція має зал очікування і три платформи, одна з яких є кінцевою з боку Андерматт, і не використовується взимку. По східному краю станції проходить межа кантонів Граубюнден і Урі.
Далі лінія прямує північним берегом озера, обабіч автостради, разом проходячи спільну галерею. Біля західного краю озера починається третя зубчаста дільниця, якою лінія спускається, продовжуючи спрямувати обабіч автостради. Пройшовши автостраду під мостом, зубчаста дільниця закінчується. Далі лінія прямує до станції Нечен, що обслуговує однойменний гірськолижний схил. Вона має одну платформу, роз'їзд, і зал очікування.

### Залізнична станція Андерматт
Станція Андерматт — важливий залізничний вузол. Розташований в муніципалітеті Андерматт, кантон Урі .
Від станції відходить дуже коротка гілка, Шеллененбан (Schöllenenbahn) в Гешенен, до північного порталу залізничного тунелю Готтард
Станція на середину 2010-х має три платформи.
Щодня, декілька потягів Льодовикового Експресу зупиняються тут в кожному напрямку. Через Андерматт також прямують потяги Гешенен- Фісп і Дізентіс/Мустер- Андерматт. Обидві лінії працюють з годинним інтервалом. Крім того, тут закінчується маршрут човникових поїздів для перевезення автомобілів через перевал Оберальп що прямують з Седрена.

### Андермат— Реальп
Залишивши станцію Андерматт, лінія прямує двоколійною дільницею до краю міста, і далі, знову одноколійною, обабіч автостради на перевал Готтард, незабаром перетинаючи його. Залізниця й надалі прямує обабіч автостради до села Хоспенталь, яке автострада оминає з півдня. Залізниця ж прямує річищем Ройсу північною околицею села до станції Хоспенталь.
Від Хоспенталя залізниця й надалі прямує на захід, між автострадою що прямує на перевал Фурка і річищем Ройса, але невдовзі перетинає його мостом Рихлеренбрюкке (Richlerenbrücke) і прямує лівим берегом, повертаючись назад на правий біля кар'єра в Цумдорфе. Перетнувши і Ройс і автостраду, залізниця прямує на захід обабіч автостради. Минувши невеликий тунель, знову перетинає Ройс і досягає Реальп.

### Базисний тунель Фурка
Базисний тунель Фурка з'єднує Реальп, (1538 м над рівнем моря) кантон Урі і Обервальд, (1369 м над рівнем моря) кантон Вале . Тунель завдовжки 15407 м замінив історичну залізницю, що піднімалася на висоту 2160 м над рівнем моря, що дозволило відкрити цілорічний рух на лінії.
Тунель одноколійний і має два автоматичних роз'їзди. Він перетинає по широкій дузі на крайньому півдні Піццо-Ротондо, на честь якої названий один з роз'їздів.
На західній стороні, в Обервальді, портал базисного тунелю знаходиться в кілометрі на схід від станції. Сполучення з історичним маршрутом проходить по мосту через річище Гонері, потім через Рону, і по об'їзному тунелю (завдовжки 673 м), який закінчується безпосередньо на станції Обервальд.

#### Історія
До відкриття базисного тунелю залізниця була закрита взимку через сильні снігопади і великі дільниці електричних ліній мали бути демонтовані. У 1976 році Парламент Швейцарії ухвалив законопроєкт для будівництва тунелю, під керівництвом Роджера Бонвена, з початковим кошторисом — 76 млн франків.
Витрати на будівництво швидко виросли через складні геологічні умови та врешті-решт перевищили 300 млн франків. Політична боротьба, через перевитрати, внесла свій внесок у погіршення здоров'я Роджера Бонвена до кінця проєкту, він помер незадовго до відкриття тунелю в 1982 році. Меморіальна дошка Роджеру Бонвену встановлена біля порталу базисного тунелю в Обервальді.
Існував проєкт побудувати в середині тунелю поворот в сторону Тічино, через вентиляційний тунель Бедретто, проте тунель завдовжки 5,2 км так і не був побудований через брак коштів.
У перший рік роботи тунелем було перевезено понад 75 тисяч легкових автомобілів, вантажівок і автобусів. Взимку трафік в тунелі наближається до максимальної спроможності.

### Обервальд-Бриг
Станція Обервальд знаходиться в однойменному селі, кантон Вале. Влітку також є кінцевою станцією парової зубчастої залізниці Фурка. У Обервальді закінчується маршрут човникових поїздів для перевезення автомобілів через Фурка базисним тунелем, з Реальпу.
Від Обервальду залізниця прямує обабіч Рони, її правим берегом через станції Обергестельн, Ульрихен, роз'їзд Россейє, станції Гешинен, Мюнстер, Реккінген, Глурінген, Біль (Гомс), тунель Блітцинген і однойменну станцію, а також станцію Нідервальд, і прямує на станцію Фюрганген-Белльвальд (1201 метрів над рівнем моря). Село Бельвальд що обслуговується станцією знаходиться вище (1560 метрів над рівнем моря) по схилу долини, і сполучено зі станцію канатною дорогою. На станції починається зубчаста дільниця, якою потяги спускаються у Фіш, проходячи через однойменний тунель.
Від Фіш залізниця прямує через станцію Фіш-Фериндорф до станції Лакс, де починається наступна зубчаста дільниця, яка, через міст Лаксграбен, тунель Гренгіольс, спіральний тунель Гренгіольс-Кер і перетнувши Рону по мосту Гренгіольс, закінчується перед станцією Гренгіольс.
Незабаром після станції Гренгіольс починається наступний зубчастий спуск, що прямує на станцію Беттен (842 метрів над рівнем моря). Станція обслуговує однойменне село, що знаходиться на висоті 1203 метрів над рівнем моря, на схилі долини на правому березі Рони, і село Беттмеральп, що лежить ще вище, на висоті 1948 метрів над рівнем моря. Обидва села сполучені зі станцією і між собою канатними дорогами.
Від Беттен залізниця прямує на захід вузькою ущелиною Рони, проходячи мости Нусбаум і Філет і станції Мерель і Біч. До 1 грудня 2007 залізниця прямувала через передмістя Бриг — Натерс, де було обладнано багато переїздів, до станції Бриг (метрової колії) із заходу, але з 2007 ця колія замінена новою. Нова колія перетинає Рону перед міською межею, прямуючи під коліями залізниці стандартної колії, що прямують у тунель Симплон, впритул до його порталу, і прямує обабіч залізниці стандартної колії до станції. Лишивши позаду привокзальну площу перед входом у станцію Бриг стандартної колії, потяги прибувають на станцію Бриг метрової колії. На середину 2010-х мерія Бригу домагається повного видалення колій вузької колії з привокзальної площі та їх перенесення на станцію зі стандартною шириною колії, як це було зроблено у Фісп.
На станції Бриг зупиняються поїзда Льодовикового експресу, Гешенен — Фісп і Бриг — Церматт, що прямують далі по залізничній лінії Бриг-Церматт. Також тут є пересадка на поїзди BLS і SBB в напрямку Лечберг, Женевського озера і тунелю Симплон.

## Рухомий склад

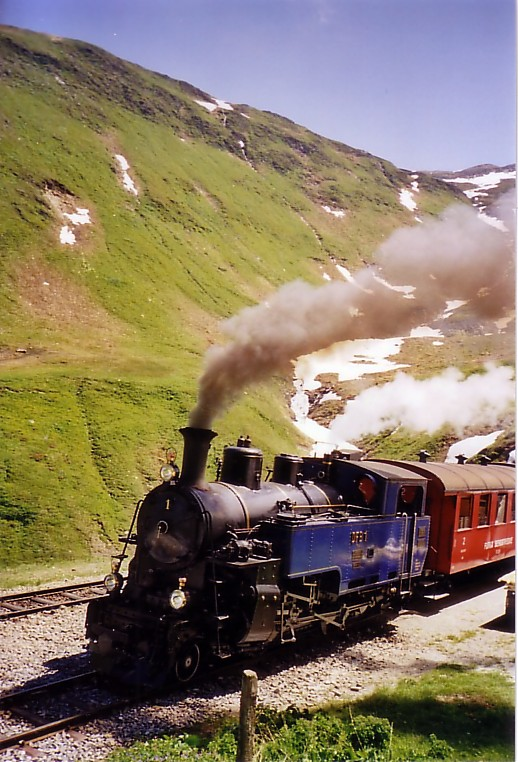
паровоз HG 3/4

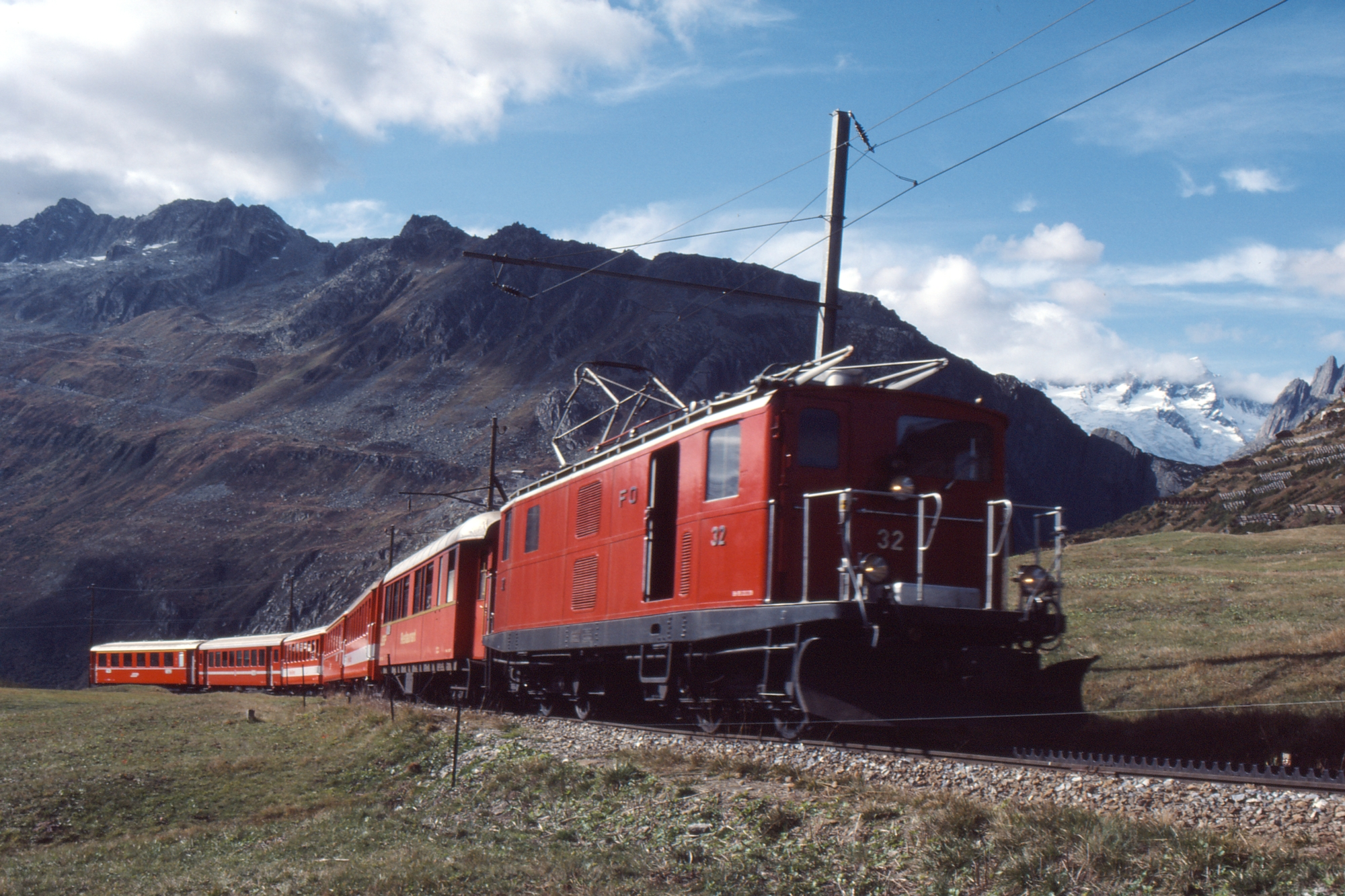
HGe 4/4

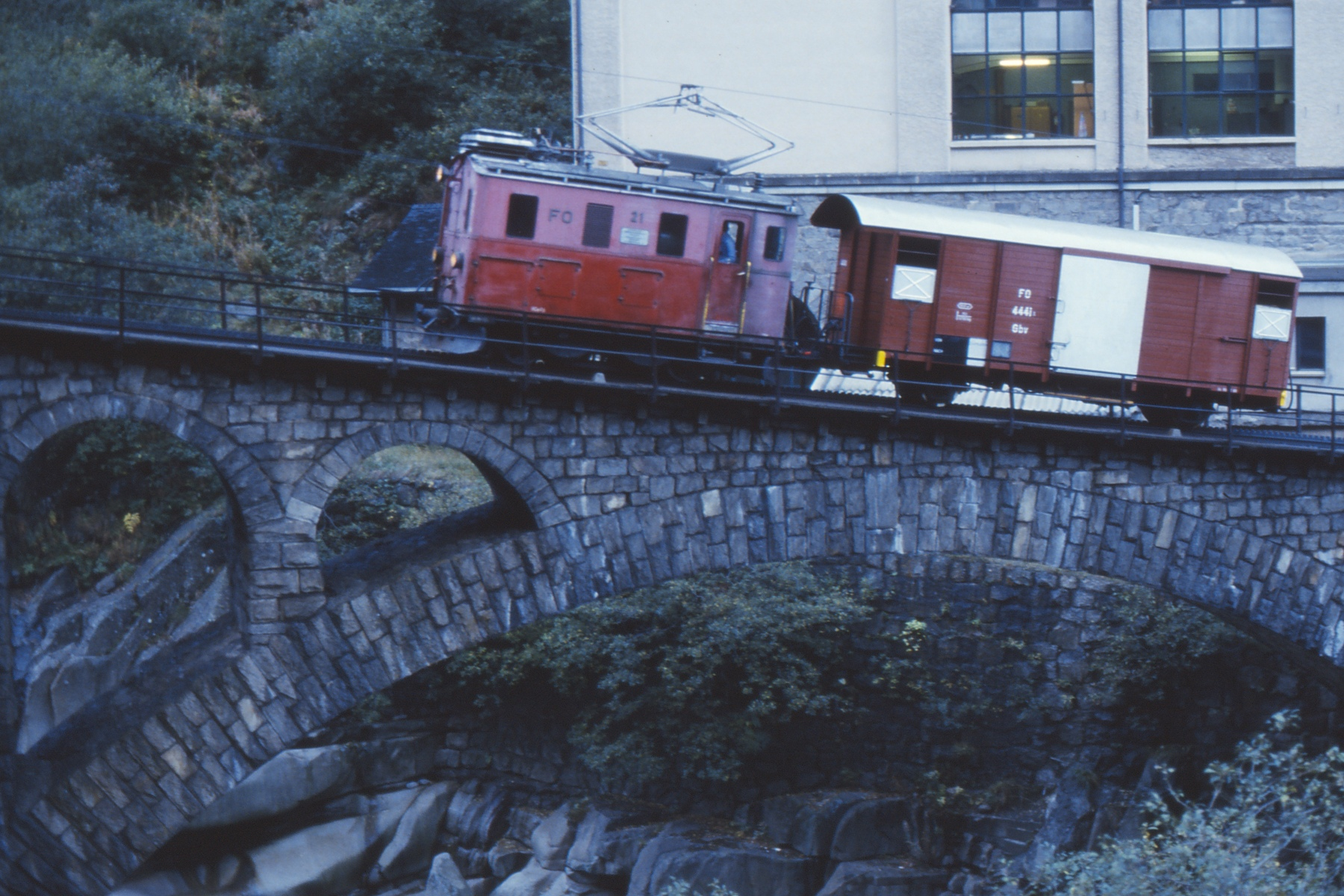
HGe 2/2

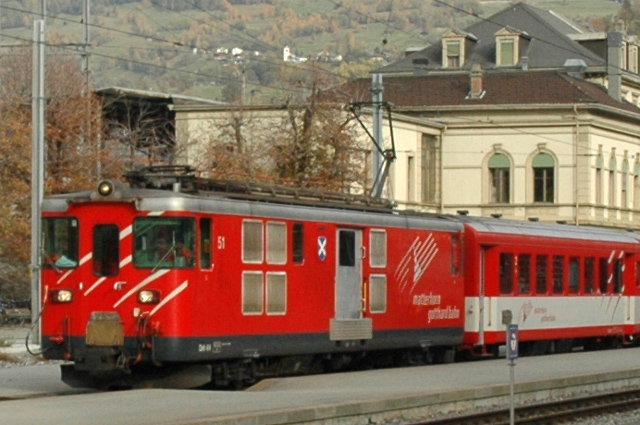
Deh 4/4 51

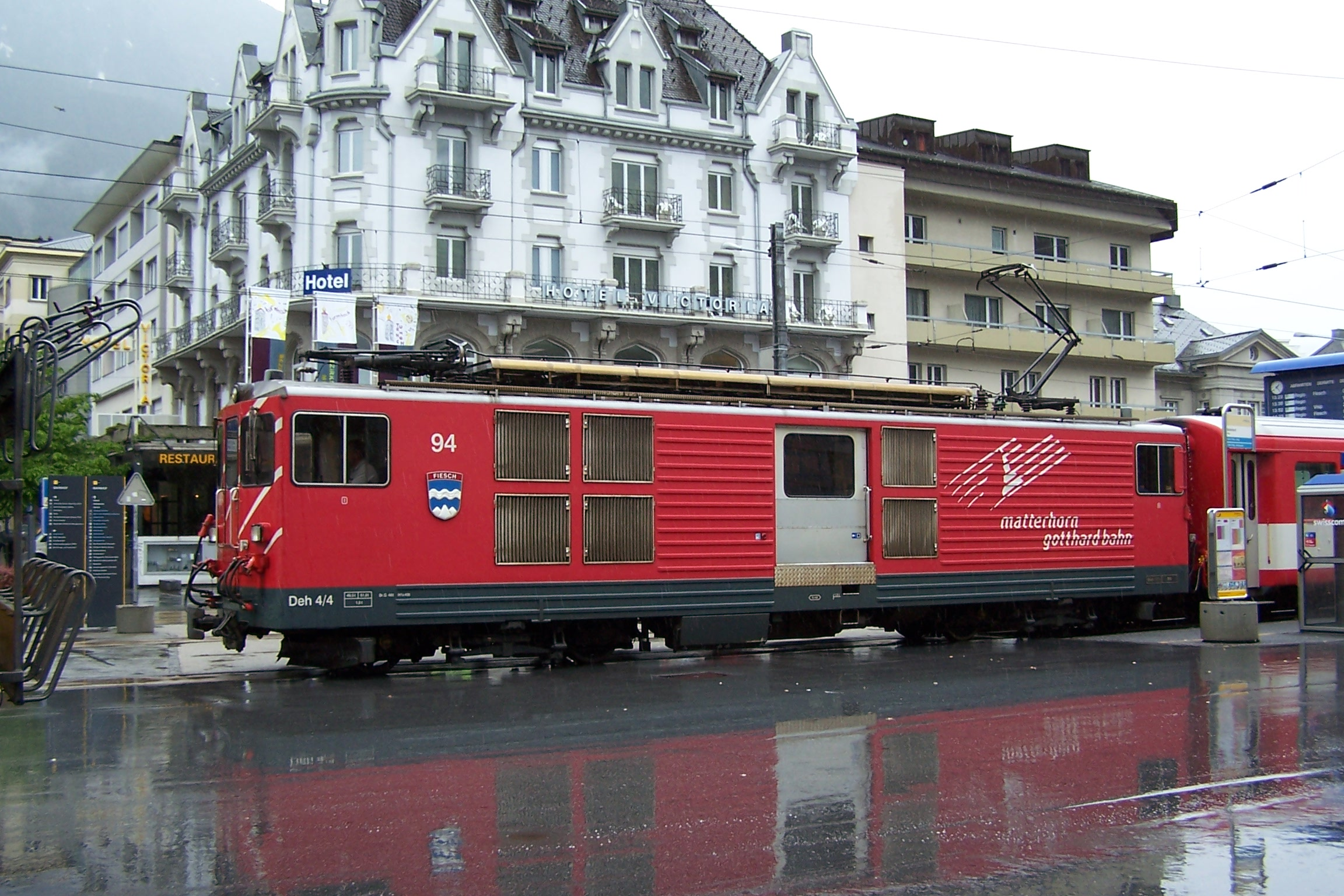
Deh 4/4 94

Коли FO була заснована в 1925 році, в її володіння перейшов рухомий склад BFD, введений в експлуатацію в 1914 році, який складався з
- 10 паровозів HG 3/4 1-10, побудованих SLM
- 40 дерев'яних вагонів, з яких 30 з візками, в тому числі 10 багажних і поштових вагонів, всі побудовані SIG, Нойхаузен
- 30 вантажних вагонів, в тому числі 10 критих вагонів, 10 напіввагонів і 10 вагонів-платформ, все побудовано Chantiers de la Buire Ліон, Франція
- 17 вантажних вагонів, придбаних у RhB для будівельних робіт на лінії, побудованих у 1888/89 SIG й S.A. Nicaise & Delcuve, Ла-Лувьєр, Бельгія

Певний час FO не могли дозволити собі купити нові вагони і відновили багато з цих транспортних засобів. Деякі великі багажні і поштові вагони були перебудовані як пасажирські, інші стали критими вагонами. Коли деякі вагони отримали нові візки від SWS, у Шлірен у 1947 році старі візки були повторно використані, щоб побудувати 4 криті вагони. Під час Другої світової війни, три вагони-платформи були побудовані з використанням візків старих вагонів. У 1949 ці вагони повернулися в експлуатацію з новими рамами і візками від SIG. FO завжди страждала від браку достатньої кількості вагонів, але їй пощастило, що дві сусідні компанії могли здати в оренду додатковий рухомий склад на час пікового трафіку.
Електрифікація під час Другої світової війни вимагала обов'язково використовувати новий рухомий склад. Було придбано
- MFO — 5 локомотивів HGe 4/4 31-35 и
- BBC — 4 моторних вагони BCFeh 2/4 42-43 і CFeh 2/4 44-45; Номер 41 був доставлений Schöllenenbahn
- MFO і SIG — 3 електричних снігоочисника Xrot е 1021-23 (пізніше 4931-33)

Шість паровозів були після війни продані Франції (два) і В'єтнаму (чотири), інші чотири локомотиви залишилися. У 1946 невеликий маневровий електровоз Te 2/2 1041 (пізніше 4926) було побудовано SLM і SAAS для станції Бриг. Пізніше ще два локомотива були поставлені SLM і MFO.
У 1961, завдяки злиттю з Шеллененбан, парк збільшився на
- 4 двоосьових електровози HGE 2/2 21-24
- 1 Моторний вагон 41 (див. вище)
- 7 дерев'яних вагонів з візками, все побудовано у 1917 році SWS, Шлірен
- 6 вантажних вагонів 1917 р (SWS)
- 5 вантажних вагонів 1943/44 (SWS)

Нарешті, після злиття, FO змогли почати модернізацію свого рухомого складу і придбали
- 3 багажних вагона F4 (пізніше D) 4341-43 FFA/SIG 1961 які також служили на військовому рятувальному поїзді
- 12 критих вагонів K3s (пізніше Gb-v) 4433-4444 J. Meyer, Райнфельден, 1964
- 10 вагонів для силосу і цементу OB1 (пізніше Uce) 4861-70 J. Meyer, Райнфельден, 1964/65
- 10 FFA1-типу вагонів другого класу B 4263-72 1965/68
- 2 вагони-платформи O7s (позже R-w) 4791-92 J. Meyer, Райнфельден, 1967
- 2 тепловози SM 4/4 61-62, щоб нарешті замінити останнім паровози, поставлені у 1968 SLM, BBC та MFO з дизелями Cummins.

У 1971/72 FO закупили 4 двосторонніх потяги з моторними багажними вагонами, один додатковий тепловоз, щоб компенсувати втрату Локомотива 35, знищеного в лобовому зіткненні, і чотири додаткових головних вагона, щоб сформувати невеликі двосторонні потяги з існуючими моторними вагонами 41-45. Вагони були типу SIG1 від BVZ, SBB-Brünigbahn, BOB і MOB.
- моторні багажні вагони Deh 4/4 51-55, побудовані SIG і BBC
- вагони другого класу B 4251-58
- композитні головні вагони ABt 4151-54
- композитні головні вагони ABt 4191-94

Весь цей рухомий склад був пофарбований повністю в червоний колір з простим написом FO. З відкриттям нового тунелю Фурка дерев'яні вагони замінили і збільшили кількість транспортних засобів. Кількість двосторонніх потягів збільшили до 9 довгих і 5 коротких. Вагони були типу SIG2, також виробництва MOB. Нова ліврея, червона з білою смугою, була введена і протягом декількох років покрила весь існуючий рухомий склад.
- 4 моторних багажних вагони Deh 4/4 91-94, побудованих SLM та BBC
- 16 вагонів другого класу B 4273-88
- 5 композитних головних вагонів ABt 4155-59
- 1 композитний головний вагон ABT 4195
- 4 вагони першого класу А 4063-66

Для перевезення автомобілів тунелі Фурка були закуплені:
- 2 незубчастих електровози GE 4/4 81-82
- 2 пасажирських вагони з місцями для велосипедів BDt 4361-62
- 5 кінцевих вагонів Skl-tv 4801-05
- 12 автовозів з дахом Skl-tv 4811-22

Пізніше були закуплені
- 2 моторних багажних вагони Deh 4/4 95-96, зроблені у 1984 SLM та BBC
- 7 автовозів Skl-tv 4806-07 и 4823-27, 1984 р
- 1 пасажирський вагон BDt 4363, 1985 регіоні р
- 2 композитних вагона AB 4171-72, 1987 р
- 2 композитних вагона ABt 4181-82, 1987 р

Нарешті FO закупили панорамні вагони, виробництва MOB
- 4 Ramseier + Jenzer PS 4011-14
- 10 Breda-built As 4021–30

## Ресурси Інтернету
- Homepage der Matterhorn-Gotthard-Bahn
- Beschreibung der MGB bei Rail-Info Schweiz
- Fotoalbum über die Furka-Oberalp-Bahn
- Album mit historischen Fotos der Schöllenenbahn